# Kranewitter
Kranewitter è un tradizionale distillato di ginepro per il quale la provincia di Bolzano ha ottenuto dal ministero il riconoscimento di prodotto tradizionale.
Il prodotto viene lasciato riposare in cisterne di acciaio inox, prima del definitivo imbottigliamento.